# Jurij Azariewicz
Jurij (Julij) Jakowlewicz Azariewicz, ros. Юрий Яковлевич Азаревич (ur. 21 lutego 1883 roku, zm. 11 lipca 1956 roku w Nicei) – rosyjski wojskowy (porucznik), emigracyjny działacz kombatancki.
Ukończył aleksandrowskie liceum imperatorskie, zaś w 1904 roku korpus morski. Był junkrem Floty Bałtyckiej. W latach 1905–1907 uczestniczył w wojnie rosyjsko-japońskiej, po zakończeniu której odszedł do rezerwy. Powrócił do rodzinnego majątku ziemskiego. Objął funkcję przewodniczącego okręgowego urzędu ziemskiego. W 1913 roku mianowano go miczmanem rezerwy. Po wybuchu I wojny światowej został ponownie zmobilizowany do wojska. Służył na statkach, które transportowały żołnierzy rosyjskich do Francji i Grecji. W 1916 roku awansował do stopnia porucznika. Po rewolucji bolszewickiej 1917 roku powrócił do majątku rodzinnego, gdzie organizował opór przeciwko bolszewikom. Zagrożony aresztowaniem przedostał się na Syberię, gdzie wstąpił do wojsk Białych admirała Aleksandra Kołczaka. Wypełniając zadanie specjalne, przyjechał tajnie do Moskwy, po czym – wobec niemożliwości powrotu na Syberię – przedostał się na tereny zajmowane przez Armii Północno-Zachodniej generała Nikołaja Judenicza. Uczestniczył w nieudanej ofensywie na Piotrograd. Po jej internowaniu w Estonii na początku 1920 roku, przybył do Polski, gdzie zaangażował się w organizowanie pomocy dla rosyjskich uchodźców. Następnie przeniósł się do Niemiec. W Berlinie był członkiem Związku Samopomocy Służących we Flocie Rosyjskiej. Od 1929 roku żył we Włoszech. W 1938 roku zamieszkał w Nicei, gdzie założył sklep. Działał w paryskim Morskim Zebraniu.